# 优素福·阿卜杜勒拉扎克
优素福·阿卜杜勒拉扎克（英語：Yusuf Abdurisag；1999年8月6日—），是一名卡塔尔足球运动员，司职前锋。现效力于卡塔尔星级足球联赛俱乐部萨德，他也代表卡塔尔国家足球队。